# Parafia Narodzenia Najświętszej Maryi Panny w Pyzdrach
Parafia Narodzenia Najświętszej Maryi Panny w Pyzdrach – rzymskokatolicka parafia położona w dekanacie zagórowskim, należącym do metropolii gnieźnieńskiej. 

## Historia
Parafia została utworzona w 1232.
Kościół parafialny to świątynia późnogotycka, trzynawowa, bazylikowa, kilkakrotnie niszczona, przebudowywana, przez pewien czas w ruinie, gruntownie odrestaurowana w latach 1865–1870.